# Despotat de Sèrbia

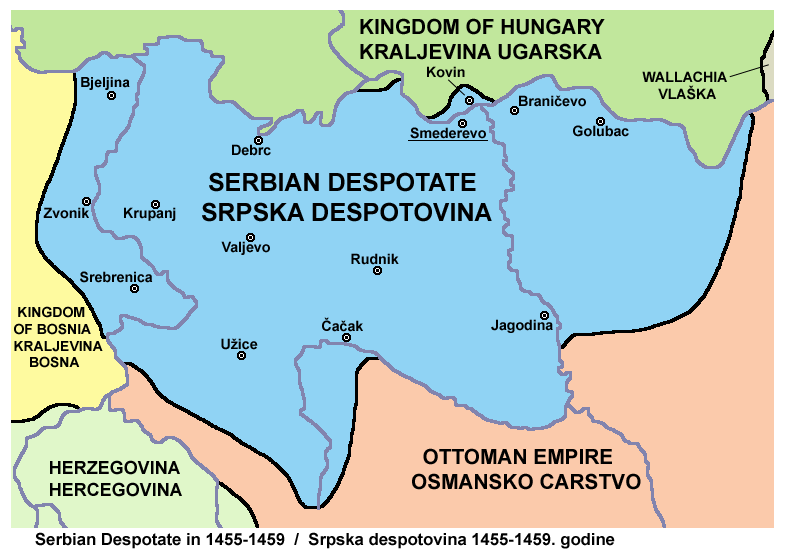

El Despotat de Sèrbia (serbi: Srpska despotovina o escrit en ciríl·lic: Српска деспотовина) va ser un dels últims estats serbis que van caure sota el poder de l'Imperi Otomà. Tot i que l'any 1389, l'any de la Batalla de Kosovo, es considera com la fi de l'estat de l'edat mitjana sèrbia, el despotat, el successor de l'Imperi Serbi i l'estat de knez Lazar, va sobreviure durant 70 anys més, experimentant un renaixement cultural i polític a la primera meitat del segle xv, abans de ser conquerit pels turcs l'any 1459. De totes maneres, encara va continuar existint dins de l'Imperi Austrohongarès fins a mitjans del segle xvi.